# Negret (tauró)
|  | Per a altres significats, vegeu «negret xato». |

L’agullat negre, negre o negret (Etmopterus spinax) és una espècie de tauró que es troba a l'Atlàntic oriental des d'Islàndia fins a Sud-àfrica, incloent-hi la Mediterrània. Espècie sense cap tipus d'importància comercial, tret del port de Sant Carles de la Ràpita.

## Morfologia
- És el tauró més petit de les costes catalanes, ja que rarament ultrapassa els 45 cm de longitud.[2][3]
- Cos llarg amb el musell ample i la boca petita.
- Presenta dues espines predorsals ben desenvolupades.
- Als ulls no hi ha membrana nictitant.
- Tampoc té aleta anal.
- La coloració general és de bru a negre amb algunes zones més fosques al ventre i a les aletes pelvianes.
- Maduren quan tenen de 33 a 36 cm de longitud.[4]

## Ecologia
Ocupa una ampla franja batimètrica que va des dels 70 als 1.200 m, però és més comú als fons de 200 a 500 m. A la nit s'apropa a la superfície per alimentar-se.

Menja petits peixos, calamars i gambes.
És ovovivípar aplacentari. A l'estiu les femelles pareixen de 6 a 20 cries, que fan, en el moment de néixer, al voltant de 12 o 14 cm de longitud.